# Arkadi Andreaszján
Arkadi Andreaszján, örményül: Արկադի Անդրեասյան (Baku, 1947. augusztus 11. – 2020. december 23.) olimpiai bronzérmes szovjet válogatott örmény labdarúgó, középpályás, edző.

## Pályafutása

### Klubcsapatban
1965–66-ban a Sirak, 1966–67-ben az Ararat Jereván, 1967–68-ban a Szevan Hoktemberján, 1969 és 1978 között ismét az Ararat labdarúgója volt. Az Ararattal egy szovjet bajnoki címet és két kupagyőzelmet ért el, illetve egy alkalommal a bajnokság gólkirálya volt.

### A válogatottban
1971–72-ben kilenc alkalommal szerepelt a szovjet olimpia válogatottban és három gólt szerzett. Tagja volt az 1972-es müncheni olimpián bronzérmes együttesnek. 1972 és 1975 között 12 alkalommal játszott a szovjet válogatottban és egy gólt szerzett.

### Edzőként
1979 és 1981 között a Kotajk, 1981 és 1983 között az Ararat Jereván, 1984–85-ben a Szpartak Hoktemberján, 1986-ban ismét a Kotajk, 1986 és 1989 között újra az Ararat, 1991-ben a Kotajk, 1992–93-ban Zvatnoc Ecsmiadzin vezetőedzője volt. 1993 és 1995 között a libanoni Homenmen Beirut csapatánál dolgozott. 1996 és 2003 között az Ararat, 2005-ben a Lernain, 2007–08-ban a Mika Jereván szakmai munkáját irányította. 2009 óta az Ararat Jereván alelnöke, ahol 2009-ben ideiglenes, 2011–12-ben  főállású vezetőedző volt.

## Sikerei, díjai
Szovjetunió
- Olimpiai játékok
  - bronzérmes: 1972, München

 Ararat Jereván
- Szovjet bajnokság
  - bajnok: 1973
  - gólkirály: 1976, tavasz (8 gól)
- Szovjet kupa
  - győztes (2): 1973, 1975